# Cmentarz żydowski w Brzegu Dolnym
Cmentarz żydowski w Brzegu Dolnym – został założony w 1689 roku i zajmuje powierzchnię 0,2 ha.
Cmentarz zlokalizowany jest na południe od Czarnego Stawu, na północ od Łabędziego Stawu, na zachód od Alejki Sowiej i na północ od Alejki Jastrzębiej.
W 1689 roku Sabataj Bass po otrzymaniu zgody na założenie cmentarza, zakupił działkę zlokalizowaną za pałacowym zwierzyńcem. Powstało również Chewra Kadisza
Do 1762 roku grzebano na nim także Żydów z Wrocławia. W 1749 roku w Brzegu Dolnym pochowano większość żydowskich ofiar wybuchu Wieży Prochowej we Wrocławiu.
W 1805 roku teren cmentarza został powiększony. Czynsz za użytkowanie terenu płacili Żydzi wrocławscy. Ostatni pogrzeb odbył się w 1936 roku – zmarłą była Dorothea Mannheim, z d. Kottlarzig, a pogrzeb opisał „Breslauer Jüdisches Gemeindeblatt”.
Podczas pogromu w czasie Nocy Kryształowej cmentarz został zdewastowany. Wskutek dewastacji przez narodowych socjalistów żaden nagrobek nie zachował się cały. Terenu nie przejęło Gestapo, prawdopodobnie z tego powodu, że był formalnie częścią parku pałacowego.
Zachowały się fragmenty nagrobków i obramień grobów oraz fundamenty budynku w północnej części cmentarza.